# 最勝寺 (江戸川区)

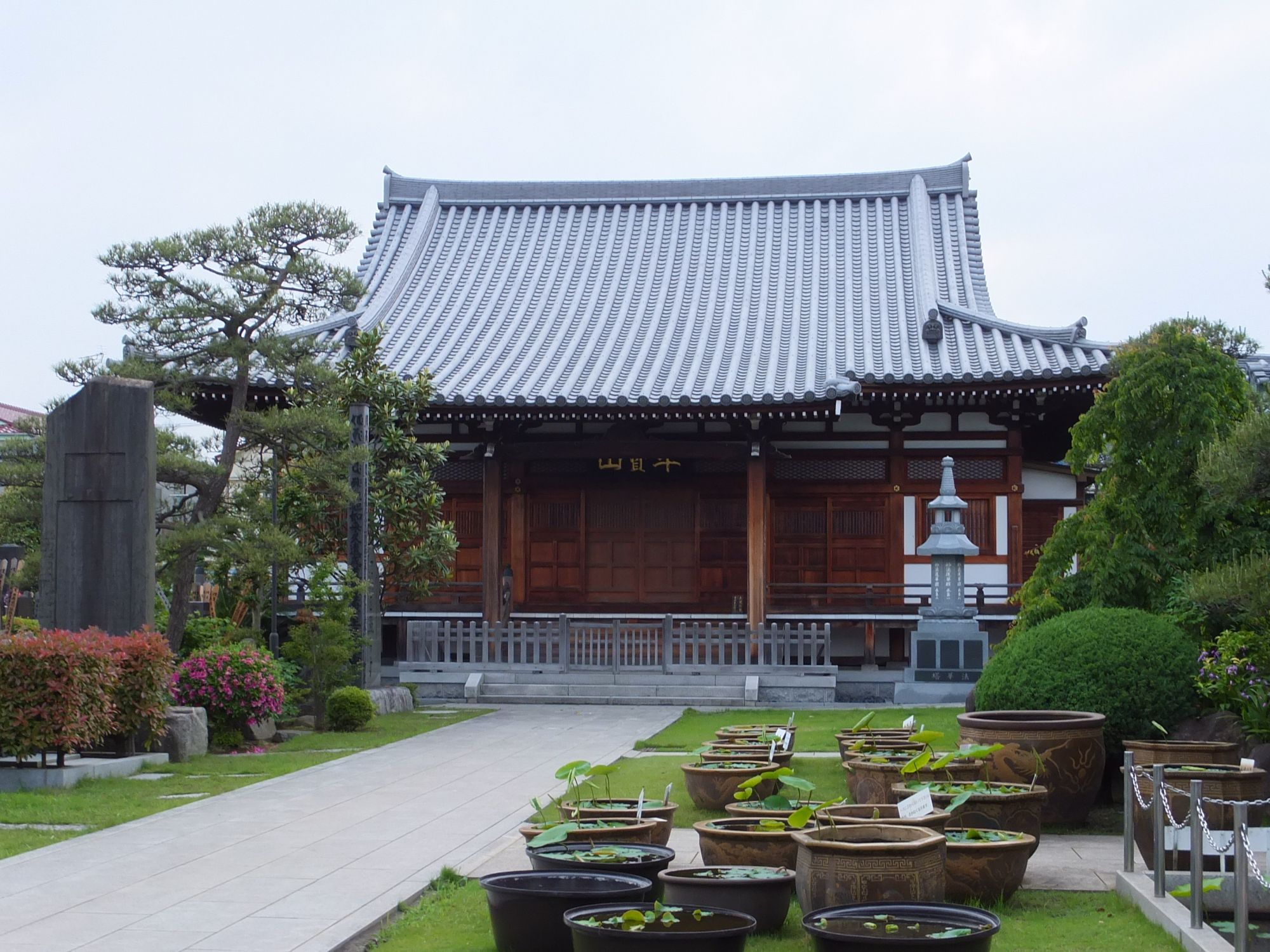
最勝寺 本堂

最勝寺（さいしょうじ）は、東京都江戸川区平井にある天台宗の寺院。通称「目黄不動尊」、正式名称は「牛宝山（ごほうざん）明王院最勝寺」である。

## 本尊
- 本堂：釈迦如来
- 札所本尊：不動明王

## 歴史
寺伝によれば、貞観2年（860年）、円仁（慈覚大師）により隅田川畔（現在の墨田区東駒形）に草創され、元慶元年（877年）、円仁の高弟良本阿闍梨により開山されたという。
近世には牛島神社（牛嶋神社、牛御前社、牛ノ御前、墨田区向島一丁目）の別当寺を務めた。なお、牛島神社も貞観2年、円仁の草創伝承をもっている。
明治初年、神仏分離により別当をつとめていた牛島神社の本地仏であった大日如来像が最勝寺に遷座された。
大正2年（1912年）、寺は駒形橋の架橋工事による区画整理で本所表町の旧地から南葛飾郡下平井（現在地）へ移転した。

## 文化財
- 木造不動明王坐像 - 江戸川区登録有形文化財・彫刻、昭和56年1月13日告示[5]。右目は大きく見開いていて悪事を許さない、一方左目が半開きになっているのは慈悲の表れであると言われている。拝観は住職に声をかければ可能である。

## 墓所
- 立川焉馬（戯作者）[3]
- 富田木歩（俳人）[3]

身体障害者のため、関東大震災で逃げ切れず焼死した。
- 徳三宝（柔道家）

平井に住んでいたが、東京大空襲に被災し死去した。

## 札所等
- 江戸五色不動：目黄不動
- 関東三十六不動霊場：第19番札所

## 交通アクセス
- バス
  - 都営バス平23「小松川区民館前」下車8分（約575m）※平井駅から約5分、葛西駅から約30分
  - 都営バス平28「小松川区民館前」下車8分（約575m）※東大島駅前から約10分
  - 都営バス錦25「小松川三丁目」下車9分（約670m）※船堀駅から約15分、葛西駅から約30分、錦糸町駅から15分
  - 都営バス亀26「小松川三丁目」下車9分（約670m）※一之江駅から約18分、亀戸駅から約10分
  - 都営バス錦27「小松川三丁目」下車9分（約670m）※小岩駅から約25分、亀戸駅前から約10分、両国駅から25分

- 鉄道
  - JR総武線平井駅南口 徒歩14分（約1.1km）（経路案内）
  - 都営新宿線東大島駅大島口 徒歩16分（約1.3km）
  - 東武亀戸線亀戸水神駅 徒歩20分（約1.6km）